# Kalakocs-patak
A Kalakocs-patak a Börzsönyben ered, Pest vármegyében, mintegy 450 méteres tengerszint feletti magasságban. A patak forrásától kezdve északnyugati, majd déli irányban halad, majd eléri a Bernecei-patakot.